# Hermann Lüdemann (Theologe)
Hermann Lüdemann (* 15. September 1842 in Kiel; † 12. Oktober 1933 in Berlin) war ein deutscher evangelischer Theologe. 1884 wurde er Professor für Kirchengeschichte, 1891 zusätzlich für Systematische Theologie an der Universität Bern, deren Rektor er von 1900 bis 1901 war. Sein Vater war der Theologe Carl Lüdemann.

## Leben
Als 1883 der Berner Professor Nippold die Nachfolge Hases in Jena antrat, wählte die Regierung Hermann Lüdemann zum Ordinarius für Kirchengeschichte. Er trug Geschichte der Philosophie vor, gründete 1886 das kirchengeschichtliche Seminar und ging später zur Systematischen Theologie über. Für ihn war die Rechtfertigung aus dem Glauben das reformatorische Prinzip, was ihn unter anderem dazu veranlasste, vor der Überschätzung der Täufer zu warnen. Auf Grunde einer an Leibniz orientierten Erkenntnistheorie kam er zu einer neuen Konzeption der Dogmatik. Er lehnte die Lehren von Urstand, Erbschuld und stellvertretender Genugtuung Christi ab und gestaltete die Christologie, Soteriologie und Gotteslehre um.

## Werke
- Die Anthropologie des Apostels Paulus und ihre Stellung innerhalb seiner Heilslehre, Kiel 1872 (Digitalisat)
- Was heisst „Biblisches Christentum“?, Vortrag, Bern 1905
- Das Erkennen und die Werturteile, Leipzig 1910
- Das Wesen der Reformation, Bern 1917
- Kant's „Praktische Philosophie“, Bern 1924
- Christliche Dogmatik, Bern 1924–1926
  - Bd. 1: Grundlegung christlicher Dogmatik, Bern 1924
  - Bd. 2: System christlicher Dogmatik, Bern 1926
- Freies Christentum. Öffentliche Vorträge zur Krisis in der protestantischen Kirche, Bern 1932